# Radioropa
Radioropa ist der Name mehrerer deutschsprachiger privater Hörfunksender aus den Bereichen Information und Kultur. Die Sendekette bestand von 1990 bis 2008. Die beiden letzten Sender waren Radioropa Berlin und Radioropa Eifel. Betreiber der Sender war der Empfangsgeräte-Hersteller TechniSat.

## Geschichte

### Radioropa info
Das erste private Informationsradio startete zum Tag der Deutschen Einheit, am 3. Oktober 1990. Man wollte eine neue Hörfunkgattung schaffen, die sowohl den kurzweiligen Musikprogrammen der Mitte der 1980er Jahre entstandenen Privatprogramme, als auch dem „Ansagerfunk“ der Öffentlich-Rechtlichen etwas entgegensetzen sollte. Radioropa info sendete alle 15 Minuten Nachrichten und, vorwiegend im Abendprogramm, Spezialsendungen. Besonders die Mediensendungen erlangten in der Branche große Bekanntheit und Anerkennung. Zunächst sendete man aus Daun an der Eifel, dem Standort des Mutterkonzerns TechniSat, der damals auch das Musikprogramm StarSat betrieb. Man versuchte auf möglichst vielen Wegen empfangbar zu sein. Zunächst wurde nur über Satellit gesendet. Anschließend kamen UKW-Frequenzen in Rheinland-Pfalz und Sachsen und die Einspeisung in Kabelversorgung in der ganzen Bundesrepublik dazu. Ein Mittelwellensender von Berlin aus, die Langwelle auf 261 kHz sowie Kurzwellensendungen kamen hinzu. 1994/95 schwieg der Langwellensender von Radioropa Info, da die Sendermiete zu hoch war. Erst nachdem ein neuer Vertrag mit der Deutschen Telekom ausgearbeitet wurde, sendete Radioropa Info auf Langwelle weiter. Schon bald übernahmen diverse Privatsender die Hauptnachrichten; so prägte Radioropa die Hörfunkwelt nicht nur durch das eigene Nischendasein, sondern auch durch die Ausstrahlung durch andere Sender.

### Radioropa Infowelle Sachsen
Ab 1995 produzierte ein zwölfköpfiges Redaktionsteam aus Leipzig eine Regionalversion; in der restlichen Zeit wurde auf den sächsischen UKW-Frequenzen das Mantelprogramm aus Daun gesendet. Bald darauf wurden die Produktion in Daun aufgegeben und alle Aktivitäten nach Leipzig verlagert. Das Programm änderte sich nicht wesentlich. Es wurde nun mehr Wert auf europäische Berichterstattung gelegt, neue Kooperationen mit öffentlich-rechtlichen Auslandsdiensten in Europa aufgebaut sowie die bisherigen intensiviert.

### Radioropa
Am 16. Dezember 1995 wurde eine große Programmreform vollzogen, bei der man die Nachrichtensendungen von vier auf zwei pro Stunde reduzierte. Der Wortanteil sank von 70 auf bis zu 50 %. Der Grundpfeiler „Information“ wurde fast vollständig aufgelöst, Beiträge gab es kaum mehr. Lediglich in Moderationen wurden aktuelle Ereignisse erwähnt. In diesem Zuge wurde die eigene Nachrichtenredaktion mit der des Privatsenders Radio PSR zusammengelegt.

### Radioropa oldie.fm
Im Jahre 1998 war der Druck auf die Formatierung des Programms so stark geworden, dass die PSR-Mediengruppe die Frequenzen übernahm und dort Radioropa oldie.fm etablierte. Ein Musikprogramm mit mehr oder minder ausführlichen "Informationshappen" aus Sachsen. Ein Jahr später, 1999, wurde "Radioropa" aus dem Sendernamen gestrichen und ab sofort unter dem Namen oldie.fm gesendet. Später wurde daraus R.SA.

### Radioropa 261
Das Team von Radioropa aber wollte weitersenden. Dazu wurde die angestammte Langwellenfrequenz 261 kHz benutzt. Man stellte aus finanziellen Gründen fast alle eigenen Programmteile ein und verlegte sich hauptsächlich Rebroadcasting. Das gesendete Programm bestand vorwiegend aus Übernahmen deutschsprachiger Auslandssender. Besonders intensiv war die Zusammenarbeit mit RFI und der BBC. Bald kamen die Verbreitung über Internet und Satellit wieder hinzu. Ferner nutzte man kurze Zeit das digitale Verbreitungssystem DAB. In der Annahme, dass sich dieses nicht durchsetzen würde, beendete Radioropa die DAB-Ausstrahlung.

### Vorübergehende Einstellung
Die Landesmedienanstalt Sachsen-Anhalt wollte Ende der 1990er Jahre die Langwellenfrequenz 261 digitalisieren. Der Digitalbetrieb, für den damals noch keine Empfänger auf dem Markt waren, hätte für Radioropa 261 das Aus bedeutet. Man suchte nach einer probaten und kostengünstigen Lösung und dachte an eine Nonstop-Klassikwelle. Der Langwellensender auf 261 kHz wurde später abgeschaltet statt digitalisiert.
So sendete man bis zum 31. Dezember 2001 weiter. Da Radioropa Info sich nicht allein von den Hörern auf Langwelle (und Satellitenradio) finanzieren konnte, wurden Ende der 1990er Jahre einige UKW-Frequenzen beantragt. Nachdem dies abgelehnt worden war, konnte sich Radioropa Info, nun unter dem Namen „Radioropa 2.6.1.“, nicht mehr halten und stellte den Sendebetrieb ein.

### Radioropa Berlin
Am 1. August 2005, zum Start der Internationalen Funkausstellung, wurde ein neuer Versuch gestartet, das Programm zu etablieren. Man sendete ab sofort im TechniSat-Radiobouquet digital via Satellit und – das war neu – innerhalb eines Pilotprojektes in Berlin und Potsdam über DVB-T-Radio. Ab dem 25. August 2006 kam die Verbreitung über Internet hinzu.
Im Oktober 2006 und im März 2007 kamen zwei Programmoffensiven, in denen das Programm vom fast reinen Nachrichtensender zum Informationsprogramm mit ausführlichen Magazinen umgestaltet wurde. Später kamen immer wieder kleinere Änderungen. Man begann auch Kooperationen mit TechniTippTV: Studio 1 wurde auch als etwa 50-teilige Fernsehserie aufgelegt. Außerdem wurde eine Hörbuchsendung mit den Radioropa-Hörbüchern produziert.
Ab sofort setzte sich das Tagesprogramm aus vier Nachrichtensendungen zusammen: Welt um Punkt, Europa um viertel nach, Deutschland um halb und Berlin um viertel vor. Darüber hinaus sendete man in der ersten halben Stunde Berichte und Reportagen, in der zweiten halben Stunde Sportnachrichten und vornehmlich Berichte aus Europa. Nachts (von 0:00 bis 05:00) sendete man die Musiknacht mit Nachrichten alle Viertelstunde. Außerdem gab es im Programm viele 25-minütige Magazinsendungen, etwa zur Bundespolitik oder zur Umwelt.
Seit Juni 2008 wurde das Magazinangebot durch die Sendung „2:1 - Die Themen der Woche“ ergänzt. Produziert wurde das Format wöchentlich von den beiden Journalisten Hans Schmalbach und Carsten Iversen. Es war Teil der letzten Programmoffensive des Senders. Das Format lehnte sich an die in den USA populären „Straight Talk“-Shows an, in denen ohne allzu große Rücksicht auf political correctness Klartext mit persönlicher Färbung geredet wird.

### Radioropa Hörbuch
Am 1. Juli 2005 wurde innerhalb des Radioropa-Radiobouqets der Kanal Radioropa Hörbuch aufgeschaltet. Man sendete diverse Hörbücher vornehmlich aus der klassischen Literatur und Hörbuchmagazine mit Rezensionen und Ausschnitten. Da der Kanal auf eine gute Resonanz stieß und man weitere Hörbücher produzierte, schaltete man am 1. April 2006 die Hörbuchkanäle Radioropa Hörbuch 2 und 3 auf. Der schon bestehende Kanal wurde in Radioropa Hörbuch 1 umbenannt und setzte sein bekanntes Programm fort. Radioropa Hörbuch 2 sendet in seinem Programm Krimis und Thriller. Radioropa Hörbuch 3 spezialisiert sich auf Wirtschafts- und Politikliteratur. Man löste Radioropa Hörbuch 1 aus dem TechniSat Radiobouqet heraus und machte aus den drei Kanälen das Radioropa Hörbuch-Paket. Man sendete die drei Kanäle bis Mai 2006 „free-to-air“, damit alle Hörer das Angebot testen konnten. Ab dem 8. Mai galt für die Hörbücher ein eigenes Preissystem. Man konnte alle Kanäle entweder einzeln oder im Paket buchen. Am 1. März 2006 nahm ein vierter Hörbuchkanal seinen Betrieb auf: Radioropa Hörbuch 4. Der Kanal spielte von 6–21 Uhr Kinder- und Jugendliteratur. In der übrigen Zeit widmete man sich fremdsprachlichen Produktionen. Bis zum 2. April sendete der Sender als Promotionaktion, danach wurde er ins verschlüsselte Hörbuchpaket aufgenommen.
Mittlerweile wird der name „Radioropa“ wieder für Hörbücher verwendet.

### Radioropa Eifel
Am 1. Juni 2008 startete offiziell Radioropa Daun. Man sendet in Daun über UKW eine Regionalversion des Mantelprogramms aus Berlin. Dieses unterscheidet sich durch eigene Regionalnachrichten und eigene Veranstaltungstipps.

### Das erneute Aus
Am 30. September 2008 stellte die Technisat-Gruppe alle ihre Medienaktivitäten ein. Radioropa Berlin, Radioropa Eifel, die Star*Sat-Payradio-Sender sowie TechniTipp TV wurden kommentarlos abgeschaltet. Eine besondere Ankündigung oder Ansage im Programm war vorher nicht erfolgt, es wurde lediglich auf Radioropa das Lied „My Way“ zum Abschied gespielt. Bereits einige Monate vorher war die Ausstrahlung der Hörbuchkanäle beendet worden. Auch die Radioropa-Webstreams senden nicht mehr. Technisat nannte im Tagesspiegel wirtschaftliche Gründe sowie eine Konzentration auf die Kernkompetenzen als Begründung für die Beendigung der Medienaktivitäten.  Laut Tagesspiegel sind von der Einstellung des Sendebetriebs von Radioropa und Star*Sat rund 30 freie und feste Mitarbeiter in Berlin betroffen.

## Kuriositäten
Der Sender wurde lange Zeit über wegen der dauernden Werbeeinblendungen für ihren Anteilseigner TechniSat als „Dauerwerbesender“ bezeichnet.
In den Frequenztabellen der Sat-TV-Fachzeitschrift TeleSatellit wurde Radioropa Info über Jahre hinweg ignoriert oder nur als „Modulationstest“ aufgeführt. Hintergrund waren Rivalitäten zwischen dem Verlag der TeleSatellit und der Firma TechniSat sowie deren „Hausblatt“ InfoSat.
Nach mehreren Beschwerden seitens Radioropa änderte die Redaktion der TeleSatellit schließlich den Eintrag über Radioropa Info wie folgt:
Programmname: Radio Opa
Programmart: Rentnerprogramm
Sprache: kategorisch.
Dies löste einen Rechtsstreit zwischen Radioropa und TeleSatellit aus, in dessen Folge eine komplette Ausgabe der TeleSatellit nach einer gerichtlichen Verfügung aus dem Handel zurückgezogen wurde.